# Arthur J. Burks

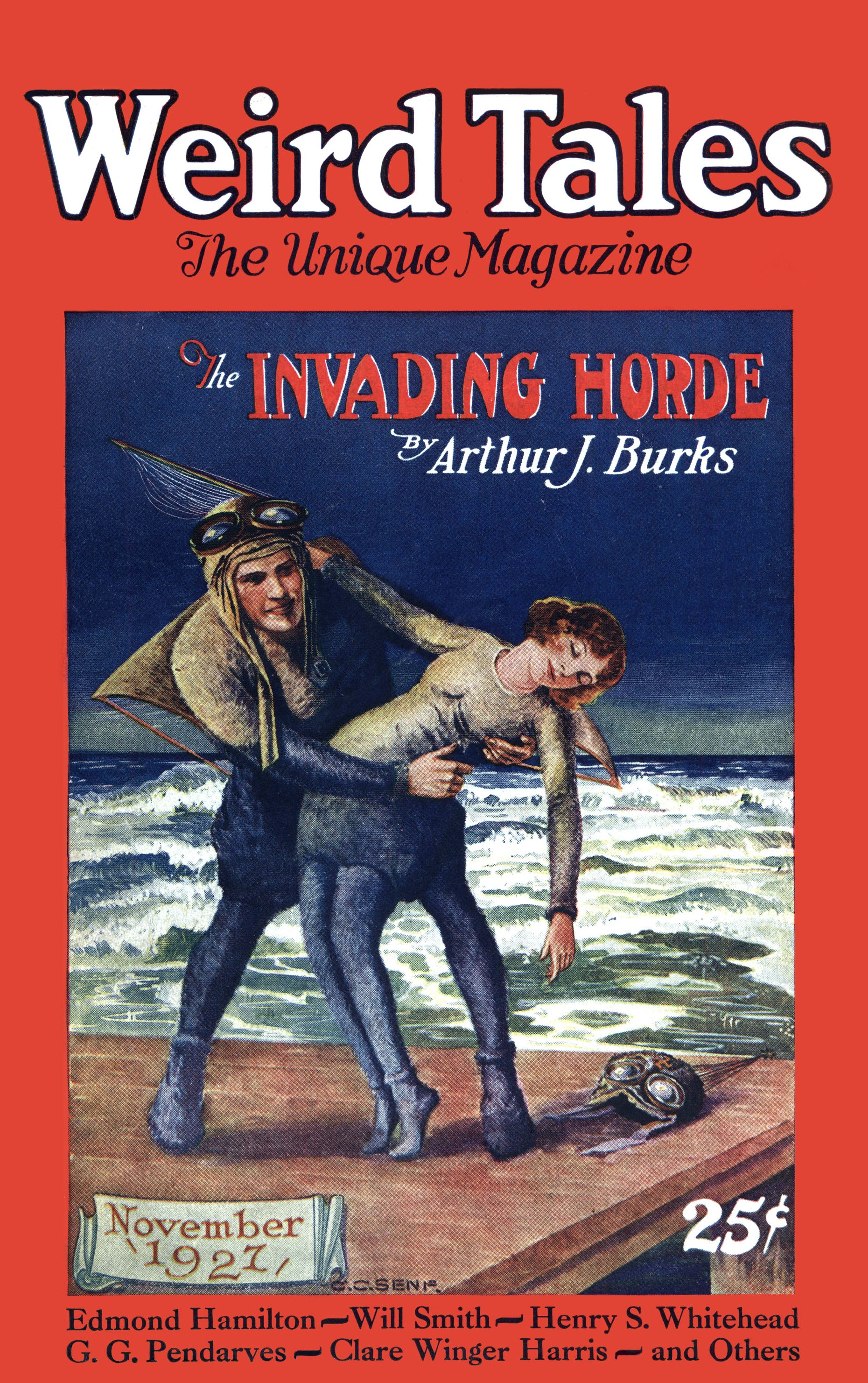
A novela de Burks, "The Invading Horde", foi a matéria de capa de Weird Tales de novembro de 1927.

Arthur Josephus Burks (13 de setembro de 1898 - 13 de maio de 1974) foi um oficial da Marinha americana e escritor de ficção.
Burks nasceu em uma família de agricultores em Waterville, Washington . Casou-se com Blanche Fidelia Lane em 23 de março de 1918, em Sacramento, Califórnia, e foi pai de quatro filhos: Phillip Charles, Wasle Carmen, Arline Mary e Gladys Lura. Ele serviu no Corpo de Fuzileiros Navais dos Estados Unidos na Primeira Guerra Mundial e começou a escrever em 1920. Depois de trabalhar na República Dominicana e inspirado pelos rituais nativos de vodu que aprendeu com prisioneiros haitianos em uma prisão militar, Burks começou a escrever histórias do sobrenatural que vendeu para a revista Weird Tales em 1924.
No final de 1927, ele renunciou ao Corpo de Fuzileiros Navais e começou a escrever em tempo integral. Ele se tornou um dos homens do “milhão de palavras por ano” nas revistas populares em virtude de sua tremenda produção. Ele escreveu aproximadamente 800 histórias para revistas populares. Ele era conhecido por ser capaz de usar qualquer objeto doméstico que alguém sugerisse para gerar o enredo de uma história. Sua assinatura era comum nas capas de revistas. Ele escreveu principalmente nos gêneros de aviação, detetive, aventura, ficção científica, esportes (principalmente boxe) e ameaças estranhas. Dois gêneros em que ele não era encontrado eram amor e faroeste. Ele escreveu várias séries, incluindo as histórias de boxe de Kid Friel para a revista Gangster Stories, e as histórias de detetive disfarçado de Dorus Noel para a All Detective Magazine, ambientadas na Chinatown de Manhattan.